# Fregaty
Fregaty, fregatowate (Fregatidae) – monotypowa rodzina ptaków z rzędu głuptakowych (Suliformes).

## Zasięg występowania
Rodzina fregat obejmuje gatunki oceaniczne, zamieszkujące tropikalne i subtropikalne rejony oceanów oraz wybrzeża i wyspy takie jak Wyspa Wniebowstąpienia, Wyspa Bożego Narodzenia, Galapagos, Wyspy Zielonego Przylądka czy Karaiby.

## Morfologia
Długość ciała 66–114 cm, rozpiętość skrzydeł 155–244 cm; masa ciała 628–1587 g; samice są średnio większe i cięższe od samców.

## Systematyka

### Etymologia
- Fregata: nazwa Frégate stosowana przez francuskich marynarzy na określenie szybkich i drapieżnych fregat, od frégate „fregata, okręt”[12].
- Tachypetes: gr. ταχυπετης takhupetēs „szybko latać”, od ταχυς takhus „szybki”; πετομαι petomai „latać”[12]. Gatunek typowy: Pelecanus minor J.F. Gmelin, 1789.
- Pelicanus: gr. πελεκαν pelekan, πελεκανος pelekanos „pelikan”[12]. Gatunek typowy: Pelecanus aquila Linnaeus, 1758.
- Aquilus: epitet gatunkowy Pelecanus aquilus Linnaeus, 1758; łac. aquilus „ciemnego koloru”[12]. Nomen nudum.
- Atagen: gr. ατταγην attagēn, ατταγηνος attagēnos „ptak łowny” wcześniej różnie identyfikowany, ale obecnie powszechnie uznawany za frankolina obrożnego[12]. Gatunek typowy: Pelecanus minor J.F. Gmelin, 1789.
- Parvifregata: łac. parvus „mały”; rodaj Fregata Lacépède, 1799[12]. Gatunek typowy: Atagen ariel G.R. Gray, 1844.

### Podział systematyczny
Do rodziny należy jeden rodzaj z następującymi gatunkami:
- Fregata ariel (G.R. Gray, 1845) – fregata mała
- Fregata minor (J.F. Gmelin, 1789) – fregata średnia
- Fregata andrewsi Mathews, 1914 – fregata białobrzucha
- Fregata magnificens Mathews, 1914 – fregata wielka
- Fregata aquila (Linnaeus, 1758) – fregata orla